# Ainsliaea multibracteata
Ainsliaea multibracteata là một loài thực vật có hoa trong họ Cúc. Loài này được Mattf. mô tả khoa học đầu tiên năm 1931.